# Steradiant
Der Steradiant (Einheitenzeichen: sr) ist eine Maßeinheit für den Raumwinkel. Im Internationalen Einheitensystem (SI) ist er als abgeleitete Maßeinheit enthalten.
Auf einer Kugel mit 1 m Radius umschließt ein Steradiant eine Fläche von 1 m² auf der Kugeloberfläche. Der Raumwinkel der gesamten Kugeloberfläche beträgt 4π sr.

## Definition

Definition des Steradiants

Zusammenhang zwischen Öffnungswinkel in Grad und in Steradiant (in Vielfachen von) für einen symmetrischen Konus.

Gegeben sei eine Kugel mit dem Radius {\displaystyle r}. Dann ist ein Steradiant (sr) der Raumwinkel, den von der Mitte der Kugel aus gesehen eine Kugelkalotte mit der Fläche {\displaystyle r^{2}} auf der Kugeloberfläche einnimmt. Dieser Raumwinkel lässt sich berechnen als die Fläche {\displaystyle A_{t}} der Kugelkalotte dividiert durch das Quadrat des Radius {\displaystyle r}:
{\displaystyle \Omega ={\frac {A_{t}}{r^{2}}}}
Die Division bewirkt, dass der Raumwinkel nicht vom Radius der betrachteten Kugel abhängt.
Der volle Raumwinkel (einer Kugel) beträgt {\displaystyle 4\pi \,{\text{sr}}}, der volle Winkel (Vollwinkel) einer ebenen Kreisscheibe (Vollkreis) {\displaystyle 2\pi \,{\text{rad}}}.
Beispiel
Der Raumwinkel eines Kegels, der aus einer Kugel mit Radius 3 m eine Teilfläche ({\displaystyle A_{t}}) von 13,5 m2 herausschneidet, beträgt {\displaystyle {\frac {13{,}5\,{\text{m}}^{2}}{(3\,{\text{m}})^{2}}}={\frac {13{,}5\,{\text{m}}^{2}}{9\,{\text{m}}^{2}}}=1{,}5\,{\text{sr}}}.
Bezieht sich der Raumwinkel auf einen Kreiskegel vom Kugelmittelpunkt aus, wie in der Abbildung rechts (kanonischer Raumwinkel), so kann man ihn im halbierenden Schnitt durch die Kegelmitte als ebenen Winkel {\displaystyle \alpha } betrachten. Aus der Beziehung für die Fläche der Kugelkappe des Kegels und dem Winkel {\displaystyle \alpha } lässt sich folgender Zusammenhang ableiten:
{\displaystyle \Omega =2\pi \left(1-\cos \left({\frac {\alpha }{2}}\right)\right)\quad \Leftrightarrow \quad \alpha =2\arccos \left(1-{\frac {\Omega }{2\pi }}\right)\,}.
Der Öffnungswinkel {\displaystyle \alpha } eines Kegels, der den Raumwinkel 1 sr abdeckt, beträgt ca. 65,54°.
Beispiel
Die Schiefe der Ekliptik beträgt 23°26'10". Damit umschließt die Präzession der Erdachse bei einer Erdumdrehung
{\displaystyle {\begin{aligned}\Omega &=2\pi \left[1-\cos \left({\frac {23^{\circ }26'10''}{2}}\right)\right]\approx 0{,}041682\pi =0{,}130949\,{\text{sr}}.\end{aligned}}}

## Geschichte
Im SI war zunächst offengelassen worden, ob Steradiant und Radiant abgeleitete Einheiten oder Basiseinheiten sind; für beide wurde die Klasse der „ergänzenden Einheiten“ geschaffen. 1980 empfahl das CIPM, diese ergänzenden Einheiten als abgeleitete zu interpretieren. Dem folgte 1995 die 20. Generalkonferenz für Maße und Gewichte (CGPM)  und beschloss in Resolution 8 die Aufhebung der Klasse der ergänzenden Einheiten.
Das Einheitenzeichen „sr“ wurde 1950 vom CIPM festgelegt. Früher wurden auch die Zeichen „str“ und „sterad“ benutzt.